# Mühlheim an der Eis
Mühlheim an der Eis is een plaats in de Duitse gemeente Obrigheim (Pfalz), deelstaat Rijnland-Palts.